# Karl Adams (Baseballspieler)
Karl Tutwiler Adams, Spitzname Rebel, (geboren am 11. August 1891 in Colombus, Georgia; gestorben am 17. September 1967 in Everett, Washington) war ein US-amerikanischer Baseballspieler in der Major League Baseball (MLB) auf der Position des Pitchers.

## Werdegang
Adams wurde in Colombus, Georgia geboren. Er spielte ab 1913 professionellen Baseball bei den Savannah Colts in der South Atlantic League. Am 19. April 1914 machte er im Alter von 22 Jahren für die  Cincinnati Reds sein Debüt in der MLB gegen die Pittsburgh Pirates. Das Spiel verloren die Reds mit 3 zu 9. Bei den Reds machte er 1914 drei weitere Einsätze, bevor er zur neuen Saison 1915 zu den Chicago Cubs wechselte. Für die Cubs hatte er 24 Einsätze als Pitcher. Sein letztes Spiel in der MLB machte er am 23. September 1915 gegen Philadelphia Phillies. Das Spiel verloren die Cubs mit 1 zu 5. Seine Statistiken in der MLB belaufen sich auf einen Win, neun Loss, 62 Strikeouts und einer Earned Run Average von 5.01 in 115 gepitchten Innings.
Adams starb am 17. September 1967 im Alter von 76 Jahren. Er wurde auf dem Cypress Lawn Memorial Park in Everett, Washington bestattet.